# Thomas Lobb
Thomas Lobb est un botaniste britannique né en 1811 à Perranarworthal et mort en 1894.
Avec son frère William Lobb (1809-1863), il récolte des plantes pour l'entreprise d'horticulture anglaise Pépinières Veitch. Il travaille en Inde, en Indonésie et aux Philippines. En 1845, il découvre la première espèce d’orchidées du genre Phalaenopsis, poussant dans l’est de l’Himalaya à une altitude de 1 500 m. Cette espèce lui a été dédiée, Phalaenopsis lobbii.

## Source
- (en) Cet article est partiellement ou en totalité issu de l’article de Wikipédia en anglais intitulé « Thomas Lobb » (voir la liste des auteurs).